# 源希望
源 希望（みなもと の まれもち）は、鎌倉時代初期の武士。源希義の次男。吉良 希望ともいう。土佐吉良氏の祖。

## 生涯
父・希義は流刑地の土佐国にて頼朝（希義の兄）挙兵の報を受け挙兵を計画するが、養和元年（1181年）奇襲を受け敗死する。『吉良物語』によると希義の死後程なく、希義が通っていた平田経遠の娘が男子（のちの希望）を生んだとされる。
この男子は建久5年（1194年）、亡父の旧友であった夜須行宗に伴われて伯父で鎌倉幕府将軍の源頼朝に拝謁した。頼朝はすぐには信じなかったものの最終的には認め、土佐国吾川郡のうち数千貫を、三河国吉良荘（現 愛知県西尾市）のうち馬の飼場三百余貫を下賜した。男子はこれ以後、吉良八郎希望を名乗って土佐吉良氏の始祖となった。また、母方の平田経遠の子を召し出し、大高坂山（現在高知城の立つ山）に住まわせて大高坂経興（大高坂氏祖）を名乗らせたとされる。
以上の事歴は『吉良物語』でのみ確認されている。『吉良物語』が後世の文献であるうえに『吾妻鏡』などの同時代の公式記録には記述がないため、希望の実在自体を疑う見方も存在する。